# Reynoldh Furustrand
Reynoldh Furustrand (ur. 8 kwietnia 1942 w Jönköping) – szwedzki polityk, deputowany do Riksdagu, poseł do Parlamentu Europejskiego IV kadencji.

## Życiorys
Pracował zawodowo jako ombudsman. Został działaczem Szwedzkiej Socjaldemokratycznej Partii Robotniczej. W latach 2000–2005 kierował regionalnymi strukturami socjaldemokratów.
Od 1985 był zastępcą poselskim, w latach 1986–1995 i 1995–2006 sprawował mandat deputowanego do Riksdagu, reprezentując region Södermanland. Pomiędzy tymi okresami w 1995 był europosłem IV kadencji w ramach delegacji krajowej.